# Morhiss Mound
Morhiss Mound is een oude verhoogde rivierafzetting, die al door indianen bewoond werd en die ook door hen als grafheuvel werd gebruikt. Men veronderstelde aanvankelijk dat het om een door mensen opgeworpen mound (grafheuvel) ging en de site bleef Morhiss Mound heten. De site bevindt zich in Victoria County, Texas, in de Verenigde Staten. Er werd in 1939 een grote schedel opgegraven.

## Geschiedenis
Er werd voor het eerst in 1932 door archeologen van de University of Texas gegraven in de mound, waarvan gedacht werd dat het een kunstmatig opgeworpen heuvel betrof. Opgravingen in 1938-40 stelden vast dat het om een oude verhoogde rivierafzetting ging uit het Pleistoceen. De afzetting werd door menselijke bewoning opgehoogd. Er kwamen meer dan 10.000 jaar geleden voor het eerst mensen naar toe en de mound werd bewoond tijdens de Archaische periode. De kleine heuvel diende ten minste 5000 jaar als begraafplaats. Het was mogelijk een basiskamp, dicht bij de kust en langs de benedenloop van de Guadalupe. 
Er werden gefossiliseerde botten gevonden van uitgestorven zoogdieren uit de IJstijd. 
Men vroeg zich af of de 'Vroege Mens' (paleoindianen) ook in Morhiss Mound samenleefde met zoogdieren uit de IJstijd. Midden jaren 1930 waren er namelijk gefossiliseerde beenderen gevonden samen met oude artifacten op de Berclair Terrace in Bee County, niet ver ten westen van de mound, door het Texas Memorial Museum (TMM) onder leiding van directeur en paleontoloog E. H. Sellards. De vondsten in Morhiss Mound geven echter geen doorslaggevend bewijs dat de vroege mens er samenleefde met uitgestorven zoogdieren.
Er zijn meer dan 200 graven ontdekt van ten minste 250 individuen.
De vondsten en documenten van het vroege archeologische werk zijn in TARL ondergebracht. Er werd in september 2006 voor het eerst over gepubliceerd.
Professor T. N. Campbell van de University of Texas in Austin schreef in de vroege jaren 1960 een verslag over de opgravingen uit de periode 1932-1940.

## Grote schedel
Er werd in 1939 een grote schedel opgegraven. Volgens de krant San Antonio Express (1940) werd gedacht dat het de grootste schedel in de wereld was. Er verscheen een foto van de schedel bij het nieuwsbericht.
Marcus S. Goldstein, voorheen in dienst van dr. Aleš Hrdlička van het Smithsonian Institution, was de biologisch antropoloog die de leiding had over de opgraving, een Works Progress Administration (WPA) project gesponsord door de University of Texas. De WPA was tijdens de Grote Depressie een onderdeel van het New Deal Program van president Franklin D. Roosevelt om mensen van werk te voorzien. Er waren 30-40 WPA werkers bij de opgraving betrokken. De fragmenten van de schedel werden opgegraven door de archeoloog William A. Duffen. 
Goldstein schreef: 'Een aantal ongewone schedels werden opgegraven in de Morhiss Mound in Victoria County. Een ervan, hoewel er veel aan is gerepareerd en de basis flink is kromgetrokken, is desalniettemin duidelijk een schedel van buitengewone proporties, op velerlei manieren groter dan enige waar tot nog toe verslag van is gedaan. (..) naar mijn mening is deze buitengewoon grote schedel niet het gevolg van een endocriene ziekte.'